# Giovanni Robusti
Giovanni Robusti (Piadena, 27 dicembre 1951) è un sindacalista e politico italiano.

## Biografia
Nel 1994 fu eletto senatore per il Polo della libertà in quota Lega Nord nel collegio uninominale di Suzzara, risultando il vincitore col 34,5% dei voti. Nel 1996 fu candidato alla Camera per la circoscrizione Lombardia 3 nella quota proporzionale, senza venire eletto. Divenne successivamente portavoce nazionale dei Cobas del latte. Fu tra i fondatori del movimento agricolo "Terra", che nel 1999 partecipò alle elezioni provinciali di Cremona e Trento  stipulando un patto federativo nel Blocco padano. In quell'anno fu anche candidato al Parlamento europeo, raccogliendo oltre 27.000 preferenze nella lista della Lega Nord nella circoscrizione nordoccidentale. Alle elezioni politiche del 2001 fu candidato al Senato come indipendente nella lista Italia dei valori di Antonio Di Pietro, da cui prese le distanze dopo l'insuccesso elettorale.
Nel 2004 fu candidato per la seconda volta alle elezioni europee con la Lega Nord, raccogliendo un numero di preferenze inferiore a quello della volta precedente (quasi 12.000 contro oltre 27.000) sufficienti tuttavia a subentrare, nel maggio 2008, ad Umberto Bossi, nel frattempo eletto al Parlamento nazionale. È iscritto, da indipendente, al gruppo dell'Unione per l'Europa delle Nazioni.
Giovanni Robusti nella sua attività di senatore sollevò lo scandalo FEDIT e lo scandalo AIMA. Nel primo caso, con un esposto alla polizia giudiziaria che prese il nome di "teorema Robusti" portò alle dimissioni i vertici del tribunale fallimentare di Roma. L'iniziativa di Robusti fece scoppiare uno scandalo da 2.000 miliardi di lire, costituiti da finanziamenti e vendite fallimentari palesemente sottocosto.
Dalle indagini sull'Aima invece nacque una commissione governativa d'inchiesta che cercò di fare luce sui traffici di prodotti agroalimentari che fece scomparire centinaia di miliardi di lire di finanziamenti europei. Da questo settore nacque la successiva protesta dei Cobas Latte di Milano. Robusti infatti, con altri esponenti del mondo agricolo, portò in sciopero gli allevatori del nord Italia a Linate.